# Туровские Холмы
Туровские Холмы — деревня на юго-западе Бежаницкого района Псковской области. Входит в состав сельского поселения Кудеверская волость.
Расположена на Бежаницкой возвышенности, к северо-востоку от озера Алё, в 20 км к северо-востоку от волостного центра Кудеверь и в 22 км к юго-западу от райцентра Бежаницы. Севернее деревни находится вершина высотой в 226 м.
Численность населения деревни по состоянию на 2000 год составляла 14 жителей.